# 集团婚礼
集团婚礼或称集体婚礼，是指若干对結婚當事人在同一天、同一地点、同一证婚人主持下举行的婚礼。

## 历史
現今可考最早的集体婚礼見於古羅馬希臘史哲家阿里安所著的《遠征記》，其中提到公元前324年的蘇薩集體婚禮，当时亚历山大大帝娶了波斯国王大流士三世的女儿斯妲特拉二世。在这场婚礼举行的同时，他还让親屬和有戰功的士兵与波斯当地的女人结婚，总共约有80对新人进行。现在在世界很多地区都有相应的婚礼仪式。

## 世界各地的集体婚礼
中国大陆的集体婚礼一般起源於民国时期，當時为提倡新式文明结婚的仪式。
民国二十六年（1937年），北平市社会局参照民间刚刚兴起的文明婚礼，来举行集团婚礼，目的是提倡节约、改进习俗。当时每三个月举行一次集团婚礼，每次必须是对以上。市民可自愿申请参加，须缴纳婚礼费12元和登记费4元，很是简便。集团婚礼的筹办由社会局主持，证婚人是市长或社会局长，地点定为中南海怀仁堂。首届集团婚礼在1937年6月20日举行。仪式同现在的婚礼几乎一样。此外还规定不得铺张及分发普通喜帖，以节俭示人。
現代不少機構、組織或宗教团体亦會不定期舉辦集團婚禮，讓新人擁有不一樣的婚禮。中華民國國軍各軍種每年各自舉辦「聯合婚禮」，即集團婚禮。
現時在中国大陆以外一般提及集體婚禮，都特指新興宗教統一教教主文鮮明所倡議的集體婚禮。文氏聲稱，他利用這種方法1960年僅撮合成36對新人，到1968年亦只撮合了430對新人，但1975年已撮合成1800對新人，1982年撮合成6千對新人，到1992年已撮合成3萬對新人，1995年撮合成36萬對新人，1997年已累計猛增到3600萬對。就此，他榮譽搞笑諾貝爾獎2000年度的經濟學獎，以「表彰」他「推動集體婚禮行業，提高婚姻效率」。參與集團婚禮者不乏知名人士，例如日本藝人櫻田淳子。